# Іваново-Вознесенськ
Іва́ново-Вознесе́нськ (рос. Иваново-Вознесенск) — присілок (колишній виселок) в Вавозькому районі Удмуртії, Росія.
Населення — 119 осіб (2010; 161 в 2002).
Національний склад (2002):
- удмурти — 71 %
- росіяни — 28 %

Урбаноніми:
- вулиці — Вознесенська, Молодіжна

## Відомі люди
В селі народилась Бакішева Ніна Петрівна, удмуртська акторка театру.
- Соколова Любов Сергіївна (1921—2001) — радянська, російська акторка театру і кіно.